# Буррос, Дэниел
Дэниел Буррос (англ. Daniel Burros; 5 марта 1937, Бронкс, Нью-Йорк — 31 октября 1965, Рединг, Пенсильвания) — член Американской нацистской партии и клигл (вербовщик) ку-клукс-клана. По национальности еврей.

## Биография

### Ранняя жизнь
Дэниел Буррос родился в семье евреев Джорджа и Эстер Саншайн Буррос в Бронксе. Несколько лет спустя семья переехала в Куинс, и Буррос посещал еврейскую школу при Талмуд-Торе в Ричмонд-Хилле.

### Военная карьера
Буррос выразил желание поступить в Военную академию США в Уэст-Пойнте (чему так и не суждено было сбыться). Однако он записался в Национальную гвардию еще в старших классах и надевал свою форму на занятия в дни учений. Он поступил на службу в армию США в 1955 году, но позже был уволен после серии попыток самоубийства, связанных с приёмом большого количества аспирина и несмертельными порезами на запястьях. Он восхвалял Адольфа Гитлера в предсмертной записке. Его увольнение было объяснено «причинами непригодности, расстройства характера и поведения».

### Политическая карьера
В конце концов Буррос вступил в Американскую нацистскую партию. Он был редактором партийного информационного бюллетеня «Штурмовик».
В 1964 году Буррос и семь других неонацистов были осуждены за попытку спровоцировать беспорядки на демонстрации за гражданские права. Каждый из них, включая Бурроса, был приговорён к одному-двум годам тюремного заключения. Буррос был освобождён под залог в ожидании апелляции.

### Самоубийство
Еврейское происхождение Бурроса было раскрыто в статье New York Times, которую написал журналист Джон Филлипс. Филлипс первоначально пытался достучаться до Бурроса, приводя заявления, которые указывали на то, что он чувствовал себя в ловушке расистского движения. Однако его попытки не увенчались успехом. Вскоре после того, как выпуск Times, раскрывающий его еврейское происхождение, поступил в продажу, Буррос застрелился.

## Самоненависть
Бурроса иногда ставят в пример еврейской самоненависти.

## Память и отображение в искусстве
В 2001 году режиссером Генри Бидом была частично использована история жизни Бурроса в фильме «Фанатик».